# Бичук Микола Андрійович
Бичук Микола Андрійович (нар. 7 липня 1985 року, Чернігів, УРСР) — український актор театру і кіно.

## Життєпис
Народився в родині вчителів. Батько — Андрій Миколайович — вчитель ДПЮ. Мати — Тетяна Миколаївна — домогосподарка, за освітою вчитель математики.
Закінчив 9 класів чернігівської ЗОШ № 27 та Чернігівське вище професійне училище № 15 за спеціальністю «Верстатник широкого профілю» (3 розряду). Микола закінчив Чернігівське вище професійне училище за спеціальністю «Комерційна діяльність».
З дитинства мама прищеплювала любов до театру, з ранніх років водила хлопця на вистави. Відчуваючи потяг до сцени, актор 5 років займався в чернігівській студії «Театр „23“».
Вступивши до Чернігівського національного технологічного університету на фінансово-економічний факультет, кафедру фінансів, банківської справи та страхування відчув, що хоче більшого, ніж просто кар'єру фінансиста. Зайняття в театральній студії також не відповідали покликанню. Тому через два роки навчання покинув технологічний університет та вступив до Київського національного університету театру, кіно і телебачення ім. І. Карпенка-Карого на факультет театрального мистецтва, кафедру театрознавства. Закінчив навчання, захистивши на відмінно дипломну роботу про Чернігівський обласний молодіжний театр.
З 2012 року працював актором в Чернігівському обласному молодіжному театрі. Деякий час обіймав посаду завідувача літературно-драматичною частиною.
З 2019 року — актор Чернігівського обласного академічного українського музично-драматичного театру ім. Т. Шевченка.

## Музика
Провчився 1 рік в музичній школі по класу баяну.
В минулому учасник групи «ДЕПО-02» та проекту хіп-хоп об'єднання «Позитив».
| Ліві лапки | У мене була реп-група, ми виступали, писали пісні, гастролювали. Але потім сам реп і музична індустрія повернулись в інше русло. Я спробував займатися такими більш комерційними проектами, але це було не моє. | Праві лапки |

Зараз актор також відомий як репер МС ЕМ. Має велику фонотеку власних пісень та декілька музичних відеокліпів. Один з останніх — на пісню «Чернігів». Презентувала відео молодіжна творча ініціатива «THEATRUM MUNDI» до дня міста.
Над музичним кліпом працювали:
- автор пісні та виконавець — Микола Бичук,
- музика — Борис Кузьменко
- запис та зведення[ru] — Ілля Добро
- режисер — Євгеній Сидоренко,
- оператори — Михайло Пронін та Маша Ковальова,
- монтаж — VAYDA production.

Бере участь в проектах «Тверезий тато» та «Жан-Клод Ван Дамм», виконуючи пісні в стилі «соціального антиалкогольного тверезого репу».
| Ліві лапки | Ідея проекту «Тверезий тато» в заохоченні до здорового способу життя, якого дотримуюсь і я. Пісня «Сухий закон» – своєрідний ляпас, що повинен привести до тями тих, кому думка проведення часу з алкоголем та наркотиками здається нормальною. Маю надію, що після перегляду кліпу підлітки та дорослі задумаються на тим, що вони роблять зі своїм життям. Взагалі, дуже багато артистів ведуть здоровий спосіб життя і підштовхують до цього своїм прикладом та творчістю інших. | Праві лапки |

## Театр
Те, що актор свого часу втратив в музиці (і через що, власне, розпався гурт), він знайшов у театрі.
| Ліві лапки | Треба з самого початку усвідомити, чи дійсно це треба особисто тобі, чи готовий ти віддавати всього себе своїй справі. Бо якщо люди думають, що акторська професія — це слава та гроші, популярність, шанувальники та розкіш, то вони дуже помиляються. Це щоденна робота як над ролями, так і над собою. Адже потрібно займатися не тільки чимось розважальним, а ще й доносити щось до глядача, сіяти зерна доброти та світла в їх душах. | Праві лапки |

### Ролі в театрі
Чернігівський молодіжний театр (2012—2019)
З 1985 по 2018 рр. художній керівник театру та режисер-постановник — заслужений діяч мистецтв України Геннадій Касьянов.
З 2019 р. режисер-постановник театру — Євгеній Сидоренко.
1. «Безіменна зірка» (Михаїл Себастіан), режисер-постановник Б. Ревкевич — Марін (Учитель);
2. «Танго» (С. Мрожек), режисер-постановник Олексій Биш — Артур;
3. «Політ над гніздом зозулі» (К. Кізі), режисер-постановник Геннадій Касьянов— Біллі Бібіт;
4. «Іванов»[ru] (А. Чехов) — Дудкін;
5. «Вовки та вівці»[ru] (О. М. Островський) — Клавдій Горецький;
6. «Старший син»[ru] (О. Вампілов), режисер-постановник Геннадій Касьянов— Кудимов;
7. Вишневий сад (А. Чехов), режисер-постановник Геннадій Касьянов — Яша;
8. «Тартюф» (Мольєр) — Валер;
9. «Овід» (Е. Л. Войнич) — Капітан, Монах-шпигун;
10. «За двома зайцями» (М. Старицький) — Степан Глейтюк;
11. «Трактирниця»[ru] (К. Гольдоні) — Фабриціо;
12. «Валентин і Валентина» (М. Рощин) — Карандашов;
13. «Поминальна молитва» (Г. Горін), постановка О. Янковського — Федір;
14. «Пігмаліон» (Б. Шоу) — Фредді Ейнсфорд Хілл;
15. «Полліанна» (Е. Портер), постановка Б. Ревкевича — Джиммі Бін;
16. «Не приймай подарунків від Антипка» (Д. Литвин) — Вчитель, Репер;
17. «МамаКлава» (П. Морозов[ru]) — масажист Макс;
18. «Вертеп» — Пастух;
19. «Матінка Кураж та її діти» (Б. Брехт);
20. «Зачарована Десна» (О. Довженко), режисер-постановник Олексій Биш;
21. «Білет до Одеси, або Пароплав пливе» «Анюта» — Гриша;
22. «На жабках» — Юнак, Хлопчик з рибою;
23. «Про Федота-стрільця, удалого молодця» — Посол того, чого не може бути;
24. «Новий рік та білий кіт» — Кіт;
25. «Театральний роман»[ru] (М. Булгаков) — читання;
26. «Воццек» (Іздрик);
27. «Повернення придурків» (П. Яценко);
28. «Вечірній мед» (К. Москалець);
29. «Три товариші» (Еріх Марія Ремарк) — Ґотфрід Ленц;
30. «451° за Фаренгейтом» (Рей Бредбері) — Фабіан, пожежник;
31. «Крихітка Цахес» (Ернст Теодор Амадей Гофман) — Цахес, прозваний Цинобером;
32. «Собаче серце» (М. Булгаков) — Перший.

Чернігівський обласний академічний український музично-драматичний театр імені Тараса Шевченка (2019 — …)
Художній керівник — головний режисер театру — заслужений артист України Андрій Бакіров.
Режисер-постановник — заслужений діяч мистецтв України Віра Тимченко.
1. «Комедія помилок» (Вільям Шекспір, постановка А. Бакірова) — Купець;
2. «Вій. Докудрама» (за мотивами повісті Миколи Гоголя, постановка А. Бакірова) — Водій.

Ролі в окремих проектах
Микола Бичук бере участь в цікавих для себе проектах і поза основним місцем роботи.
Наприклад, в 2019 році він зіграв головну роль у трагіфарсі «Потвора» (за п'єсою Маріуса фон Маєнбурга) режисера Запорізького муніципального театру-лабораторії «Vie» Андрія Романова.
Летте, головний герой, — талановитий інженер. Його винахід викликав фурор у науковому середовищі, але особисто представити його на форумі він не може через фізичну потворність. Керівництво шукає «медійну» зовнішність. Летте іде на безпрецедентний крок — повністю міняє своє обличчя. З цього моменту життя героя змінюється. Кар'єра, особисте життя, популярність крокують разом із Летте. До того часу, поки його обличчям не починають торгувати і кожна заможна людина може його купити.
Творча ініціатива «THEATRUM MUNDI»
«Варшавська мелодія» Л. Зоріна; реж. Є. Сидоренко. Головні ролі виконують:
- Гелена — артистка Чернігівського обласного філармонійного центру Ольга Печко;
- Віктор — актор Чернігівського молодіжного театру Микола Бичук;
- Мім — артист розмовного жанру Чернігівського обласного філармонійного центру Дмитро Обєдніков.

Прем'єра відбулась 6 травня 2015 року на сцені Чернігівського обласного філармонійного центру фестивалів та концертних програм на базі платформи сучасного мистецтва SceneLoft.
SceneLoft виникла в результаті зустрічі креативних людей, зацікавлених в експериментах та нестандартних підходах до творчості. Роботи на цій платформі виходять за грані театральної сцени та канони сприйняття драматичного мистецтва. Проекти не входять в роботу філармонії, керівництво просто пішло на зустріч творчій молоді.
Традиційно, «Варшавська мелодія» Леоніда Зоріна — це спектакль про двох закоханих, що в силу незалежних від них обставин повинні прожити своє життя нарізно. Зустрівшись випадково в 46-му році на концерті в консерваторії Геля (Ольга Печко), полячка, майбутня камерна співачка, та Віктор (Микола Бичук), студент-винар, що недавно повернувся з війни, закохались один в одного і хотіли зв'язати своє життя. Але виходить закон, що забороняє шлюби з іноземцями. Який вихід із ситуації вони оберуть для себе — боротися чи опустити руки?
Головною інновацією є Мім, котрого немає в п'єсі Л. Зоріна. Придуманий самим режисером, цей персонаж порушує всі закони та правила вистави. Геля та Віктор то бачать його та спілкуються з ним, то не помічають, хоч він і стоїть поруч. Мім — щось на кшталт Купідону, втілення кохання. Він намагається направляти героїв, звести їх разом, показати дурість в деяких вчинках двох людей, що кохають один одного.
Віктор в п'єсі виглядає впевненим радянським хлопцем, що не побоявся Гітлера, але нітиться перед дівчиною. У виставі ж актор приховував цю боязкість за гумором та добре відчутним через безліч деталей бажанням свого героя бути поруч з коханою.
Режисер підштовхував артистів при всій невеселості сюжету бути «живими», легкими на сцені, без вдаваної серйозності та трагічності. Адже драма закладена в саму історію і немає потреби її грати. Головна мета — показати характер молодих людей, хід їх думок, підстави вибору саме цього, а не якогось іншого шляху.
Хоч у спектаклі говориться про післявоєнний час 1946-47х років, можна вловити співзвучність і з сьогоднішнім днем. Багато людей не можуть бути разом — їх розділили кордони війни, упереджень, міжнаціональної та міжрасової неприязні. І нема ніякого закону, що виправдовує таку поведінку — все тримається на людській самоцензурі.
Вистава була представлена на українських та міжнародних фестивалях, таких як ХІ Міжнародний театральний фестиваль жіночої творчості ім. М. Заньковецької (Ніжин, Чернігівська область, Україна, 2015), ХІ Міжнародний молодіжний театральний форум «МартКонтакт» (Могильов, Білорусь, 2016), Кременчуцька театральна весна — 2016 (Кременчук, Полтавська область, Україна, 2016) і відмічена дипломами та пам'ятними сувенірами.